# Johan Visschers
Johan Visschers (Brummen, 1 januari 1883 - aldaar, 29 oktober 1943) was een Nederlandse landbouwer. Hij bood onderdak aan Joodse onderduikers. In november 1942 viel de Sicherheitsdienst zijn boerderij binnen. Visschers zat een half jaar gevangenen en overleed aan de gevolgen daarvan.

## Levensloop
Visschers werd geboren als de zoon van Berend Visschers (1811-1888) en Johanna Geertruida Wilbrink (1839-1897). Zelf kreeg Visschers vijf kinderen. Het gezin was lid van de Nederlandse Hervormde Kerk. Ten tijde van de Tweede Wereldoorlog bezat hij de boerderij De Boshoeve aan de Voorstondensestraat 3, een kilometer buiten de bebouwde kom van het Gelderse dorp Hall. Via onder andere Dick Mulder, dierenarts in Voorst, vond een tiental Joden onderdak op de boerderij van Visschers. Van een vijftal is de identiteit bekend, te weten de Duitse Jood Heinz Friëdlander, Paul Siegel en het uit drie personen bestaande gezin Van Gelder, waarvan de vader caféhouder was in Voorst.
In de middag van 14 november 1942 viel de Sicherheitsdienst binnen. Slechts twee onderduikers slaagden er in te ontkomen, namelijk Paul Siegel en Jac van Gelder, de zoon van het gezin. Van Gelder verstopte zich in het hooi en werd niet gevonden. De overige onderduikers werden overgebracht naar Kamp Westerbork. Alleen Friëdlander overleefde de oorlog door van de trein te springen. Visschers zat zelf een half jaar vast in Kamp Vught. Hij keerde terug als een wrak en overleed vier maanden na zijn vrijlating.
Hoe de Sicherheitsdienst precies weet heeft gehad van de aanwezigheid van Joden op de Boshoeve is onbekend. Mogelijk heeft een jachtopziener de aanwezigheid gemeld aan zijn baas, vanwaar het is doorgegeven aan de Duitsers. In de weken voor de inval is Visschers door zowel de lokale politie als zijn buurman gewaarschuwd dat een inval op handen was, maar hij heeft geen verdere maatregelen genomen.

## Postuum
Samen met zijn vrouw Wilhelmina ontving Visschers in 2010 van het Israëlische holocaustcentrum Yad Vashem de eretitel Rechtvaardige onder de Volkeren. In de nalatenschap van een zoon van Visschers werd een zes pagina tellend dagboek aangetroffen dat is bijgehouden door een onbekend gebleven Joodse onderduiker tijdens zijn verblijf op de boerderij. 